# Odontoscapus brevifacialis
Odontoscapus brevifacialis är en stekelart som beskrevs av Van Achterberg 1989. Odontoscapus brevifacialis ingår i släktet Odontoscapus och familjen bracksteklar. Inga underarter finns listade i Catalogue of Life.